# Walnut Park
Walnut Park és una concentració de població designada pel cens dels Estats Units a l'estat de Califòrnia. Segons el cens del 2000 tenia 16.180 habitants.

## Demografia
Segons el cens del 2000, Walnut Park tenia 16.180 habitants, 3.610 habitatges, i 3.191 famílies. La densitat de població era de 8.442,1 habitants/km².
Dels 3.610 habitatges en un 54,5% hi vivien nens de menys de 18 anys, en un 62,5% hi vivien parelles casades, en un 17,6% dones solteres, i en un 11,6% no eren unitats familiars. En el 9% dels habitatges hi vivien persones soles el 3,8% de les quals corresponia a persones de 65 anys o més que vivien soles. El nombre mitjà de persones vivint en cada habitatge era de 4,48 i el nombre mitjà de persones que vivien en cada família era de 4,62.
Per edats la població es repartia de la següent manera: un 33,4% tenia menys de 18 anys, un 12,7% entre 18 i 24, un 31,4% entre 25 i 44, un 15,9% de 45 a 60 i un 6,6% 65 anys o més.
L'edat mediana era de 27 anys. Per cada 100 dones de 18 o més anys hi havia 100,1 homes.
La renda mediana per habitatge era de 35.837 $ i la renda mediana per família de 36.875 $. Els homes tenien una renda mediana de 23.211 $ mentre que les dones 19.539 $. La renda per capita de la població era de 10.275 $. Entorn del 19,9% de les famílies i el 20,8% de la població estaven per davall del llindar de pobresa.

## Poblacions més properes
El següent diagrama mostra les poblacions més properes.